# آلتو (کالیفرنیا)
التو، کالیفرنیا (به انگلیسی: Alto, California) یک منطقهٔ مسکونی در ایالات متحده آمریکا است که در کالیفرنیا واقع شده‌است.

## خصوصیات
التو ۰٫۳۲۶ کیلومترمربع مساحت و ۷۱۱ نفر جمعیت دارد و ۸ متر بالاتر از سطح دریا واقع شده‌است.